# Dolomedes fageli
Dolomedes fageli là một loài nhện trong họ Pisauridae.
Loài này thuộc chi Dolomedes. Dolomedes fageli được Carl Friedrich Roewer miêu tả năm 1955.